# 10 Korpus Armijny (Imperium Rosyjskie)
10 Korpus Armijny (ros. 10-й армейский корпус) – jeden ze związków operacyjno-taktycznych  Imperium Rosyjskiego w czasie I wojny światowej. Sformowany  1 listopada 1876 w Kijowskim Okręgu Wojskowym jako 7 Korpus Armijny. Zmiana nazwy 7 września 1878.  Miejsce stacjonowania sztabu w 1914 – Charków. 

## Struktura organizacyjna
Organizacja w 1914
- dowództwo i sztab – Charków
- 9 Dywizja Piechoty
- 31 Dywizja Piechoty
- 10 Dywizja Kawalerii
- 10 dywizjon artylerii haubic
- 7 batalion saperów

## Podporządkowanie
- 3 Armii (1.08.1914 – 1.06.1916)
- 4 Armii (20.06 – 17.07.1916)
- 2 Armii (1.08.1916 – 1.06.1917)
- 10 Armii (8.06 – 1.07.1917)
- 9 Armii (10.07 – 7.11.1917)

## Dowódcy Korpusu
- gen. piechoty  F. B. Siwers (marzec 1911 – wrzesień 1914)
- gen. lejtnant N. I. Protopopow (październik 1914 – maj  1916)
- gen. piechoty N. A. Daniłow  (czerwiec 1916 – czerwiec 1917)
- gen. lejtnant Januariusz Cichowicz (lipiec – sierpień 1917)
- gen. lejtnant S. K. Dobrorolskij (od sierpnia 1917)